# Chiesa di San Giacomo della Penna
La chiesa di San Giacomo della Penna si trova a Faenza, a margine dell'omonima piazza nella quale sorge anche la chiesa di Sant'Antonio.

## Storia e descrizione
Di origine medievale (XII-XIII secolo), è da tempo soppressa e trasformata, pur conservando parte dell'originario portale romanico.